# デマンドコントローラ
デマンドコントローラ、デマンドコントロール装置とは、需要家の受電電力を常時監視し、設定された値を超えないよう、警告や自動制御を行う装置。

## 日本
日本独特の最大需要電力（デマンド）を自動的に契約電力とする料金体系（実量制など）
において、電力料金削減を目的に、高圧(6.6kV)受電する事業家向けの装置、ソリューションとして提供されている。
また、契約電力が固定の場合も、超過ペナルティの回避に用いられる。
機能としては、需要家の時々刻々と変化する使用電力を監視し、デマンド値は毎時0分と30分（一日に48回）に決定されるため、例えば毎時20分と50分に超えたくない値の2/3を上回っていたら、あらかじめ接続しておいた設備機器の出力を落としたり、強制的に電源を切って超過を防ぐ。単純な制御が難しい設備では、積算グラフ表示や警報に応じてオペレータが操作する。
デマンドコントロールは電力料金のうち、基本料金の削減が目的なので、電力使用量は削減できるとは限らない。
また、目標デマンドが低すぎたり、停止機器選定が不適当だと、不快な室温や設備の故障などを招きかねないため、導入に当たっては十分な事前調査と打ち合わせが、導入後も設定値の見直しや運営管理が欠かせない。
外注する際は、性急な導入を強引に勧める営業には、導入後のトラブルやクレームが懸念される。
デマンドコントローラを使わなくても、タイマーで起動する機器などは設定時間を調整して、デマンド値を下げることが出来る

## アメリカ
スマートグリッドの一環として、産業、業務需要家向けの需給調整契約や緊急時デマンドレスポンス制度がある。
ただし、demand controller と呼ばれる機器は一般家庭向けの製品が多く見受けられ、エアコンなどの制御を電力会社から遠隔操作で、あるいは自動で行うものが提供されている。